# Rompedera
Se llama rompedera a una herramienta de hierro que se utilizaba en la guerra para abrir agujeros en el hierro candente. 
Se trataba de un útil con mango semejante al martillo, que tenía un punta de acero larga y fuerte bien redonda o cuadrada en un extremo, y en el otro, una cabeza de hierro fuerte donde recibe los golpes que se dan con el macho. 